# كيلسي ساندرز
كيلسي ساندرز (بالإنجليزية: Kelsey Sanders)‏ هي ممثلة أمريكية، ولدت في 11 يوليو 1990 في أتلانتا في الولايات المتحدة.

## وصلات خارجية
- كيلسي ساندرز على موقع IMDb (الإنجليزية)
- كيلسي ساندرز على موقع قاعدة بيانات الفيلم (الإنجليزية)